# Grand Prix Belgie 1950
Grand Prix Belgie 1950 (XII. Grote Prijs Van Belgie) byla pátým závodem nově vzniklého šampionátu Formule 1 a zároveň desátým závodem vozů F1. Závod se uskutečnil 18. června na okruhu Circuit de Spa-Francorchamps. Belgickému závodu předcházela britská British Empire Trophy, která se do mistrovství světa nezapočítávala a účastnili se jí především domácí piloti.

## Pruběh závodu

### Účastníci
Do belgického lázeňského města Spa Francorchamps se sjelo pouze 14 závodních strojů. Alfa Romeo již tradičně přivezla svojí osvědčenou trojici a prakticky již jediné uchazeče o titul, Farinu, Fangia a Fagioliho. Ferrari připravilo pro své piloty odlišné vozy s novým 12 válcovým motorem o objemu 3,3 l. Luigi Villoresi startoval s vozem Ferrari 125, zatímco Alberto Ascari, jehož otec Antonio zde zvítězil v roce 1925, kočíroval Ferrari 275. Nejpočetněji byla zastoupena francouzská značka Talbot, jejíž tovární tým nasadil zkušeného Louise Rosiera, který zde již zvítězil v roce 1949, dále představil Philippe Étancelina a Yves Giraud-Cabantouse. Další vozy Talbot, ale bez tovární podpory, přivezli Raymond Sommer, Eugène Chaboud, Pierre Levegh a Johnny Claes. Startovní listinu uzavíral Geoff Crossley s vozem Alta a Toni Branca s vozem Maserati.

### Závod
Stejně jako v ostatních závodech tak i v Belgii opanovaly čelo startovního pole všechny tři Alfetty. Z tohoto tria si nejlépe počínal vedoucí muž šampionátu Giuseppe Farina jen těsně sledován Fangiem a Fagiolim. Do druhé řady se postavil Luigi Villoresi s vozem Ferrari a překvapivě Raymond Sommer na Talbotu, Alberto Ascari na druhém Ferrari startoval až ze sedmého místa.
Farina na startu zaspal a proklouzl před něj Fangio, pozice si prohodili i Fagioli s Villoresim a na pátou příčku se prodral Ascari. Čelo startovního pole tak ovládla rudá barva italských strojů, za kterou se seřadili modré Talboty. Prvním nešťastníkem závodu byl Yves Giraud-Cabantous, který musel již ve druhém kole odstoupit pro poruchu na olejové pumpě. Nadvláda Alfy Romeo se začala projevovat hned od počátku závodu zatímco dvojice Fangio Farina se začala rychle vzdalovat svým pronásledovatelům, Luigi Fagioli, díky rychlosti svého vozu, získal zpět ztracenou pozici na startu, když už v prvním kole předjel Villoresiho. Největším překvapením při průjezdu do třetího kola byla pozice Alberta Ascariho, který se z neznámých důvodů objevil v těsném závěsu za vozy Talbot Raymonda Sommera, Philippe Étancelina a Louise Rosiera. V sedmém kole zamířil Fangio do boxu a přenechal tak pozici stájovému kolegovi Farinovi. Výborně si v závodě počínal Raymond Sommer, nejprve zasadil úder Ferrari, když v osmém kole předjel Villoresiho a začal se přibližovat Alfettam a když do boxu zajel i Farina a později i Fagioli, ujal se vedení. Vedení si Sommer užil jen pět kol, poté začal vynechávat motor v jeho voze a Francouz musel přenechat pozici Farinovi. Farinova Alfa pomalu začala ztrácet na výkonu a po dvou kolech se do čela dostal znovu Fangio. Závod nesedl vozům Talbot a v průběhu několika kol postupně odstoupili Philippe Étancelin, Raymond Sommer a Eugene Chaboud. Pomalu jedoucí Alfetta Giuseppe Farini musela přepustit i druhou pozici Fagiolimu a v posledním kole se musela sklonit i před Rosierem na Talbotu. Juan Manuel Fangio si vítězstvím a ziskem 8 bodů si zachoval šanci na zisk titulu. Fagioli po třech druhých místech nastřádal 18 bodů a dostal se tak před Fangia o pouhý bod, Farina v závodě získal důležité tři body a další bod za nejrychlejší kolo a upevnil si tak vedení v šampionátu.

## Výsledky

### Závod
- 18. červen 1950
- Okruh Spa Francorchamps
- 35 kol x 14,12 km / 494,2 km
- 5. Grand Prix
- 2. vítězství pro « Juana Manuela Fangia »
- 4. vítězství pro « Alfu Romeo » (nový rekord)
- 2. vítězství pro « Argentinu »
- 1. vítězství pro vůz se startovním číslem 10 »
- 2. vítězství z « 2. místa na startu »

| Legenda k tabulce | Legenda k tabulce                                                                       |
| Barva             | Výsledek                                                                                |
| ----------------- | --------------------------------------------------------------------------------------- |
| Zlatá             | Vítěz                                                                                   |
| Stříbrná          | 2. místo                                                                                |
| Bronzová          | 3. místo                                                                                |
| Zelená            | Bodované umístění                                                                       |
| Modrá             | Nebodované umístění                                                                     |
| Modrá             | Dokončil neklasifikován (NC)                                                            |
| Fialová           | Odstoupil (Ret)                                                                         |
| Červená           | Nekvalifikoval se (DNQ)                                                                 |
| Červená           | Nepředkvalifikoval se (DNPQ)                                                            |
| Černá             | Diskvalifikován (DSQ)                                                                   |
| Bílá              | Nestartoval (DNS)                                                                       |
| Bílá              | Závod zrušen (C)                                                                        |
| Světle modrá      | Pouze trénoval (PO)                                                                     |
| Světle modrá      | Páteční testovací jezdec (TD)                                                           |
| Bez barvy         | Netrénoval (DNP)                                                                        |
| Bez barvy         | Vyřazen (EX)                                                                            |
| Bez barvy         | Nepřijel (DNA)                                                                          |
| Bez barvy         | Odvolal účast (WD)                                                                      |
| Bez barvy         | Nezúčastnil se (prázdné)                                                                |
| Označení          | Význam                                                                                  |
| Tučnost           | Pole position                                                                           |
| Kurzíva           | Nejrychlejší kolo                                                                       |
| †                 | Jezdec nedojel do cíle, ale byl klasifikován, protože odjel více než 90 % délky závodu. |
| ‡                 | Byl udělován poloviční počet bodů, protože bylo odjeto méně než 75 % délky závodu.      |
| Horní index       | Umístění bodujících jezdců ve sprintu                                                   |

| Pozice | Č  | Jezdec                | Vůz            | Kolo | Čas           | +/- | Pole | Body | Nej. kolo |
| ------ | -- | --------------------- | -------------- | ---- | ------------- | --- | ---- | ---- | --------- |
| 1      | 10 | Juan Manuel Fangio    | Alfa Romeo 158 | 35   | 2h47:26,0     | 1   | 2    | 8    |           |
| 2      | 12 | Luigi Fagioli         | Alfa Romeo 158 | 35   | à 0:14,00     | 1   | 3    | 6    |           |
| 3      | 14 | Louis Rosier          | Talbot T26C-DA | 35   | à 2:19,00     | 5   | 8    | 4    |           |
| 4      | 8  | Giuseppe Farina       | Alfa Romeo 158 | 35   | à 4:05,00     | 3   | 1    | 3+1  | 4:34,1    |
| 5      | 4  | Alberto Ascari        | Ferrari 275    | 34   | à 1 kolo      | 2   | 6    | 2    |           |
| 6      | 2  | Luigi Villoresi       | Ferrari 125    | 33   | à 2 kola      | 2   | 4    |      |           |
| 7      | 22 | Pierre Levegh         | Talbot T26C    | 33   | à 2 kola      | 3   | 10   |      |           |
| 8      | 24 | Johnny Claes          | Talbot T26C    | 32   | à 3 kola      | 6   | 14   |      |           |
| 9      | 26 | Geoff Crossley        | Alta GP        | 30   | à 5 kol       | 3   | 12   |      |           |
| 10     | 30 | Tony Branca           | Maserati 4CL   | 29   | à 6 kol       | 3   | 13   |      |           |
| Pozice | Č  | Odstoupili            | Vůz            | Kolo | Příčina       | +/- | Pole | Body | Nej. kolo |
| Ret    | 20 | Eugene Chaboud        | Talbot T26C-DA | 22   | Olejová pumpa | 9   | 11   |      |           |
| Ret    | 6  | Raymond Sommer        | Talbot T26C    | 20   | Tlak oleje    | 3   | 5    |      |           |
| Ret    | 16 | Philippe Étancelin    | Talbot T26C-DA | 15   | Přehřátí      | 6   | 7    |      |           |
| Ret    | 18 | Yves Giraud-Cabantous | Talbot T26C-DA | 2    | Olejová pumpa | 9   | 9    |      |           |

### Stupně vítězů
| Jezdci - 3. podium pro « Luigi Fagioliho » (nový rekord) - 2. podium pro « Juana Manuela Fangia » - 2. podium pro « Louise Rosiera | Vozy - 8. podium pro « Alfu Romeo » (nový rekord) - 2. podium pro « Talbot | Státy - 6. podium pro « Itálii » (nový rekord) - 2. podium pro « Francii » - 2. podium pro « Argentinu » |

### Bodové umístění
V závorce body získane v této GP:
| Jezdci - 22 (4) bodů pro « Giuseppe Farinu » (nový rekord) - 18 (6) bodů pro « Luigi Fagioliho » - 17 (8) bodů pro « Juana Manuela Fangia » - 10 (4) bodů pro « Louise Rosiera » - 8 (2) bodů pro « Alberta Ascariho » | Vozy - 61 (18) bodů pro « Alfu Romeo » (nový rekord) - 13 (4) bodů pro « Talbot » - 11 (2) bodů pro « Ferrari » | Státy - 50 (12) bodů pro « Itálii » (nový rekord) - 17 (8) bodů pro « Argentinu » - 16 (4) bodů pro « Francie » |

### Nejrychlejší kolo
- Giuseppe Farina 4:34,1 Alfa Romeo
- 3. nejrychlejší kolo pro « Giuseppe Farina » (« nový rekord »)
- 4. nejrychlejší kolo pro « Alfu Romeo » (« nový rekord »)
- 3. nejrychlejší kolo pro « Itálii » (« nový rekord »)
- 1. nejrychlejší kolo pro vůz se startovním číslem  8 » (« vyrovnaný rekord »)

### Vedení v závodě
- « Juan Manuel Fangio » byl ve vedeni 131 kol (« nový rekord »)
- « Giuseppe Farina » byl ve vedeni 103 kol
- « Luigi Fagioli byl ve vedeni 8 kol
- Raymond Sommer  byl ve vedeni 5 kol
- « Alfa Romeo » byla ve vedení 242 kol (« nový rekord »)
- Talbot » byl ve vedení 5 kol
- « Argentina » byla ve vedení 131 kol.
- « Itálie » byla ve vedení 111 kol.
- Francie » byla ve vedení 5 kol.

| Kola         | km        | Jezdec             | %     |
| ------------ | --------- | ------------------ | ----- |
| 1-6 kolo     | 84.72 km  | Juan Manuel Fangio | 17,1% |
| 7-11 kolo    | 70.6 km   | Giuseppe Farina    | 14,3% |
| 12 kolo      | 14.12 km  | Luigi Fagioli      | 2,9%  |
| 13 – 17 kolo | 70.6 km   | Raymond Sommer     | 14,3% |
| 18-19 kolo   | 28.24 km  | Giuseppe Farina    | 5,7%  |
| 20-35 kolo   | 225.92 km | Juan Manuel Fangio | 45,7% |

| Fangio | Farina | Fag | Sommer |  | Fangio |
| ------ | ------ | --- | ------ |  | ------ |

### Postavení na startu
- Giuseppe Farina 4'37. Alfa Romeo
- 2. Pole position pro « Giuseppe Farinu » Vyrovnaný rekord
- 4. Pole position pro « Alfu Romeo » (« nový rekord »)
- 2. Pole position pro « Itálii » (« vyrovnaný rekord »)
- 1. Pole position pro vůz se startovním číslem 8 » (« vyrovnaný rekord »)
- 4x první řadu získali « Giuseppe Farina » a « Juan Manuel Fangio » (« nový rekord »)
- 3x první řadu získali « Luigi Fagioli »
- 12x první řadu získala « Alfa Romeo » (« nový rekord »)
- 7x první řadu získala « Itálie » (« nový rekord »)
- 5x první řadu získala « Argentina »

| _______1_______ Giuseppe Farina Alfa Romeo 4'37. |                                                    | _______2_______ Juan Manuel Fangio Alfa Romeo 4'37. |                                             | _______3_______ Luigi Fagioli Alfa Romeo 4'41. |
|                                                  | _______4_______ Luigi Villoresi Ferrari 4'47.      |                                                     | _______5_______ Raymond Sommer Talbot 4'47. |                                                |
| _______6_______ Philippe Étancelin Talbot 4'49.  |                                                    | _______7_______ Alberto Ascari Ferrari 4'52.        |                                             | _______8_______ Louis Rosier Talbot 4'53.      |
|                                                  | _______9_______ Yves Giraud-Cabantous Talbot 4'56. |                                                     | _______10_______ Pierre Levegh Talbot 5'01. |                                                |
| _______11_______ Eugène Chaboud Talbot 5'13.     |                                                    | _______12_______ Geoff Crossley Alta 5'44.          |                                             | _______13_______ Antonio Branca Maserati 5'45. |
|                                                  | _______14_______ Johnny Claes Talboti -----        |                                                     |                                             |                                                |

## Startovní listina
| Č. | Pilot                 | Tým                           | Konstruktér | Šasi           | Motor         | Pneumatiky |
| -- | --------------------- | ----------------------------- | ----------- | -------------- | ------------- | ---------- |
| 2  | Luigi Villoresi       | Scuderia Ferrari              | Ferrari     | Ferrari 125    | Ferrari V12   | E          |
| 4  | Alberto Ascari        | Scuderia Ferrari              | Ferrari     | Ferrari 275    | Ferrari V12   | E          |
| 6  | Raymond Sommer        | Privátní                      | Talbot      | Talbot T26C    | Talbot L6     | D          |
| 8  | Giuseppe Farina       | SA Alfa Romeo                 | Alfa Romeo  | Alfa Romeo 158 | Alfa Romeo L8 | Pirelli    |
| 10 | Juan Manuel Fangio    | SA Alfa Romeo                 | Alfa Romeo  | Alfa Romeo 158 | Alfa Romeo L8 | Pirelli    |
| 12 | Luigi Fagioli         | SA Alfa Romeo                 | Alfa Romeo  | Alfa Romeo 158 | Alfa Romeo L8 | Pirelli    |
| 14 | Louis Rosier          | Automobiles Talbot-Darracq SA | Talbot      | Talbot T26C-DA | Talbot L6     | D          |
| 16 | Philippe Étancelin    | Automobiles Talbot-Darracq SA | Talbot      | Talbot T26C-DA | Talbot L6     | D          |
| 18 | Yves Giraud-Cabantous | Automobiles Talbot-Darracq SA | Talbot      | Talbot T26C-DA | Talbot L6     | D          |
| 20 | Eugène Chaboud        | Ecurie Lutetia                | Talbot      | Talbot T26C    | Talbot L6     | D          |
| 22 | Pierre Levegh         | Privátní                      | Talbot      | Talbot T26C    | Talbot L6     | D          |
| 24 | Johnny Claes          | Ecurie Belge                  | Talbot      | Talbot T26C    | Talbot L6     | D          |
| 26 | Geoff Crossley        | Privátní                      | Alta        | Alta GP        | Alta L4       | D          |
| 30 | Antonio Branca        | Privátní                      | Maserati    | Maserati 4CL   | Maserati L4   | Pirelli    |

## Zajímavosti
- V závodě debutovali Eugene Chaboud, Pierre Levegh.
- Poprvé představen vůz Ferrari 275

### Souhrn
| Pole position   | Vítězství          | Nej. kolo       | Hat trick | Vedení             | Vedení          | Vedení         | Vedení         | Chelem |
|                 |                    |                 |           | Argentina          | Itálie          | Francie        | Itálie         |        |
| Giuseppe Farina | Juan Manuel Fangio | Giuseppe Farina |           | Juan Manuel Fangio | Giuseppe Farina | Raymond Sommer | Luigi Fagioli  |        |
| Alfa Romeo 158  | Alfa Romeo 158     | Alfa Romeo 158  |           | Alfa Romeo 158     | Alfa Romeo 158  | Talbot T26C    | Alfa Romeo 158 |        |
| 4'37.0          | 2:47'26.0          | 4'34.1          |           | 22 kol             | 7 kol           | 5 kol          | 1 kolo         |        |
| 183.509 km/h    | 177.097 km/h       | 185.451 km/h    |           | 310.64 km          | 98.84 km        | 70.6 km        | 14.12 km       |        |
| --------------- | ------------------ | --------------- | --------- | ------------------ | --------------- | -------------- | -------------- | ------ |

## Stav MS
- GP - body získané v této Grand Prix

| *  | Jezdec                | Body | GP | * | Vůz          | Body | GP | * | Stát           | Body | GP |
| -- | --------------------- | ---- | -- | - | ------------ | ---- | -- | - | -------------- | ---- | -- |
| 1  | Giuseppe Farina       | 22   | 4  | 1 | Alfa Romeo   | 61   | 18 | 1 | Itálie         | 50   | 12 |
| 2  | Luigi Fagioli         | 18   | 6  | 2 | Kurtis Kraft | 14   |    | 2 | USA            | 24   |    |
| 3  | Juan Manuel Fangio    | 17   | 8  | 3 | Talbot       | 13   | 4  | 3 | Argentina      | 17   | 8  |
| 4  | Louis Rosier          | 10   | 4  | 4 | Ferrari      | 11   | 2  | 4 | Francie        | 16   | 4  |
| 5  | Johnnie Parsons       | 9    |    | 5 | Maserati     | 11   |    | 5 | Thajsko        | 5    |    |
| 6  | Alberto Ascari        | 8    | 2  | 6 | Deidt        | 10   |    | 6 | Monako         | 4    |    |
| 7  | Bill Holland          | 6    |    |   |              |      |    | 7 | Velká Británie | 4    |    |
| 8  | Princ Bira            | 5    |    |   |              |      |    |   |                |      |    |
| 9  | Reg Parnel            | 4    |    |   |              |      |    |   |                |      |    |
| 10 | Louis Chiron          | 4    |    |   |              |      |    |   |                |      |    |
| 11 | Mauri Rose            | 4    |    |   |              |      |    |   |                |      |    |
| 12 | Raymond Sommer        | 4    |    |   |              |      |    |   |                |      |    |
| 13 | Yves Giraud-Cabantous | 3    |    |   |              |      |    |   |                |      |    |
| 14 | Cecil Green           | 3    |    |   |              |      |    |   |                |      |    |
| 15 | Felice Bonetto        | 2    |    |   |              |      |    |   |                |      |    |
| 16 | Joie Chitwood         | 1    |    |   |              |      |    |   |                |      |    |
| 17 | Tony Bettenhausen     | 1    |    |   |              |      |    |   |                |      |    |